# Calle Vida (Sevilla)
La calle Vida es una vía pública de la ciudad española de Sevilla.

## Descripción
La vía discurre desde la plaza de Doña Elvira hasta la calle Agua. Figura en el plano de Olavide (1771) y aparece descrita en la Noticia histórica del origen de los nombres de las calles de esta ciudad de Sevilla (1839) de Félix González de León con las siguientes palabras:

Calle de la Vida. Situada en el cuartel B. y parroquia de santa Cruz: ignoro el origen de su nombre; pero todas estas calles inmediatas á ésta tomaron los nombres de Muerte, Vida, Ataud, &c. del suceso de la Susona que vá referido al folio 192, es una calle corta y muy estrecha que pasas desde la esquina de la que era del Ataud, al postigo del Alcázar, y perteneció á la alhamia.
(González de León, 1839, p. 445)